# Cole Davis
Cole Davis (11 juni 1999) is een Amerikaans wielrenner die anno 2018 rijdt voor Hagens Berman Axeon.

## Carrière
In 2017 werd Davis vijfde in het eindklassement van de Driedaagse van Axel, nadat hij in de eerste etappe als tweede was gefinisht. In 2018 werd hij prof bij Hagens Berman Axeon.

## Ploegen
- 2018 –  Hagens Berman Axeon

Almeida · Anderson · Barta · Bennett · Bjerg · Blevins · Brown · Costa · Davis · Garrison · Mostov · I. Oliveira · R. Oliveira · Philipsen · Revard · Rice · Zijlaard